# Torino Football Club 2007-2008
Questa voce raccoglie le informazioni riguardanti il Torino Football Club nelle competizioni ufficiali della stagione 2007-2008.

## Stagione
La salvezza della stagione precedente non è sufficiente a garantire a De Biasi la conferma: per la stagione 2007-2008 infatti il presidente Urbano Cairo opta per una rifondazione della squadra, ristrutturando i vertici societari con l'arrivo di Stefano Antonelli (un ex procuratore) come amministratore delegato e di Fabio Lupo come direttore sportivo e chiamando sulla panchina granata Walter Novellino, al quale viene affidata una rosa con quattordici nuovi arrivi. Tra i nuovi acquisti vi sono Eugenio Corini, Cesare Natali e Nicola Ventola, oltre a David Di Michele, sul quale pesava una squalifica di tre mesi per via di alcune scommesse vietate effettuate al tempo in cui militava ancora nell'Udinese, e all'uruguagio Álvaro Recoba, giunto in prestito dall'Inter, che già al Venezia aveva giocato agli ordini di Novellino. Viene poi acquisito il portiere Matteo Sereni, proveniente dalla Lazio. Nel frattempo Alessandro Rosina è il primo calciatore del Torino a vestire la casacca della Nazionale da titolare dopo Antonino Asta, in occasione dell'amichevole contro la Nazionale sudafricana.
Il girone di andata si chiude con 17 punti, frutto di solo 2 vittorie e ben 11 pareggi, e con i granata in piena zona retrocessione. Nella sessione di mercato di gennaio vengono acquistati dal Palermo il terzino sinistro Marco Pisano e il laterale destro Aimo Stefano Diana. Il Torino nelle prime 8 partite del girone di ritorno è imbattuto con 3 vittorie e 5 pareggi e ottengono un margine di sei punti sulla zona retrocessione. In seguito ottiene risultati non positivi e, dopo cinque sconfitte in sei gare, l'ultima quella in trasferta in casa del Genoa per 3-0, il 16 aprile 2008, a cinque giornate dalla fine, il presidente Cairo esonera l'allenatore Novellino. Al suo posto viene richiamato per la terza volta in tre anni sulla panchina granata Gianni De Biasi, con il Torino nuovamente costretto a lottare per la salvezza. Le ultime giornate vedono il Torino affrontare nell'ordine Inter, Roma, Napoli, Livorno e Fiorentina. Se nelle prime partite contro le due prime classificate, la squadra esce sconfitta in entrambe le occasioni, la vittoria contro il Napoli fa sì che i granata raggiungono quota 37 punti e possono sperare di agguantare la salvezza a Livorno, nella penultima giornata di campionato; un particolare intreccio di possibili risultati contemporanei darebbero la salvezza anche solo con un pareggio. La partita termina con la vittoria con gol di Rosina al 41'. Nell'ultima partita della stagione il Torino è sconfitto in casa dalla Fiorentina, che vince grazie ad un gol di Daniel Osvaldo. La squadra granata termina il campionato 2007-2008 a 40 punti, al 15º posto.

## Divise e sponsor
Nel 2007-2008, lo sponsor tecnico del Torino è stato Asics. Lo sponsor principale è stato Reale Mutua Assicurazioni, il secondo sponsor è stato Beretta. Il logo del Torino era posto al centro della maglia. La terza maglia è ispirata ai colori della Torinese, una delle prime squadre di calcio di Torino, considerata la genitrice del Torino F.C.
| Casa | Trasferta | Terza Maglia |

## Organigramma societario
Area direttiva
- Presidente: Urbano Cairo
- Vice Presidente: Giuseppe Cairo
- Amministratore delegato:[11] Stefano Antonelli
- Consiglieri: Maria Castelli Cairo, Ugo Carenini, Giuseppe Ferrauto, Uberto Fornara, Marco Pompignoli, Gianni Trombetta

Area organizzativa
- Segretario generale: Massimo Ienca
- Direttore amministrativo: Luca Boccone
- Staff Direzione Generale: Massimo Cosentino
- Segreteria: Sonia Pierro

Area tecnica
- Direttore sportivo:Fabio Lupo[11]
- Allenatore:[12][13] Walter Novellino (fino al 15/04/2008) poi Gianni De Biasi
(dal 16/04/2008)
- Allenatore in seconda:Giuseppe Degradi (fino al 15/04/2008), poi Igor Charalambopoulos (dal 16/04/2008)
- Collaboratore tecnico:Francesco Pedone (fino al 15/04/2008) poi Giovanni Lorini(dal 16/04/2008)
- Allenatore dei portieri:Rino Gandini (fino al 15/04/2008) poi Vinicio Bisioli (dal 16/04/2008)
- Preparatori atletici: Fabio D'Errico, Paolo Artico, Ferretto Ferretti, Marco Luison (recupero infortuni)

Area comunicazione
- Ufficio stampa:Alberto Barile
- Biglietteria e rapporti con i club:Fabio Bernardi, Dario Mazza
- Addetto agli arbitri: Paolo Ravizza

Area sanitaria
- Responsabile sanitario: Gianluca Stesina
- Medico addetto prima squadra: Oliviero Zamperone
- Massofisioterapisti: Cristiano Cugusi, Paolo Castagno, Fiorito Frezzato

## Rosa
| N. |                      | Ruolo | Calciatore                  |
| -- | -------------------- | ----- | --------------------------- |
| 1  | Italia (bandiera)    | P     | Matteo Sereni               |
| 2  | Italia (bandiera)    | D     | Gianluca Comotto (capitano) |
| 3  | Italia (bandiera)    | D     | Marco Pisano                |
| 4  | Uruguay (bandiera)   | A     | Álvaro Recoba               |
| 5  | Italia (bandiera)    | C     | Eugenio Corini              |
| 7  | Italia (bandiera)    | D     | Marco Motta                 |
| 8  | Italia (bandiera)    | C     | Simone Barone               |
| 9  | Italia (bandiera)    | A     | Nicola Ventola              |
| 10 | Italia (bandiera)    | C     | Alessandro Rosina           |
| 11 | Serbia (bandiera)    | C     | Nikola Lazetić              |
| 13 | Australia (bandiera) | C     | Vincenzo Grella             |
| 14 | Italia (bandiera)    | D     | Cesare Natali               |
| 15 | Italia (bandiera)    | D     | Paolo Dellafiore            |
| 16 | Giappone (bandiera)  | A     | Masashi Ōguro               |
| 17 | Italia (bandiera)    | C     | David Di Michele            |
| 18 | Italia (bandiera)    | D     | Angelo Ogbonna              |
| 19 | Italia (bandiera)    | C     | Aimo Diana                  |
| 20 | Croazia (bandiera)   | A     | Saša Bjelanović             |
| 21 | Italia (bandiera)    | D     | Ivan Franceschini           |
| 22 | Italia (bandiera)    | D     | Marco Di Loreto             |
| 23 | Italia (bandiera)    | D     | Salvatore Lanna             |

| N. |                    | Ruolo | Calciatore            |
| -- | ------------------ | ----- | --------------------- |
| 24 | Italia (bandiera)  | D     | Stefano Procida       |
| 24 | Ghana (bandiera)   | C     | Kwadwo Asamoah        |
| 25 | Italia (bandiera)  | D     | Davide Cristino       |
| 26 | Italia (bandiera)  | A     | Domenico Bettini      |
| 27 | Italia (bandiera)  | C     | Paolo Zanetti         |
| 28 | Italia (bandiera)  | C     | Tommaso Vailatti      |
| 29 | Italia (bandiera)  | C     | Davide Bottone        |
| 30 | Italia (bandiera)  | C     | Vincenzo Nitride      |
| 31 | Italia (bandiera)  | P     | Alberto Maria Fontana |
| 32 | Italia (bandiera)  | A     | Loreto Lo Bosco       |
| 33 | Italia (bandiera)  | D     | Matteo Rubin          |
| 34 | Italia (bandiera)  | D     | Jacopo Ferretti       |
| 35 | Italia (bandiera)  | D     | Simone Benedetti      |
| 36 | Italia (bandiera)  | A     | Gianmario Comi        |
| 44 | Italia (bandiera)  | P     | Umberto Ferrauto      |
| 75 | Italia (bandiera)  | D     | Gabriele Cioffi       |
| 77 | Italia (bandiera)  | A     | Roberto Stellone      |
| 79 | Italia (bandiera)  | D     | Matteo Melara         |
| 87 | Italia (bandiera)  | D     | Mattia Masiero        |
| 89 | Senegal (bandiera) | P     | Lys Gomis             |
| 92 | Francia (bandiera) | A     | Dominique Malonga     |

## Calciomercato

### Sessione estiva
| Acquisti | Acquisti          | Acquisti   | Acquisti      |
| R.       | Nome              | da         | Modalità      |
| -------- | ----------------- | ---------- | ------------- |
| P        | Matteo Sereni     | Lazio      | definitivo    |
| D        | Gianluca Comotto  | Roma       | riscatto      |
| D        | Paolo Dellafiore  | Palermo    | prestito      |
| D        | Salvatore Lanna   | Chievo     | definitivo    |
| D        | Mattia Masiero    | Ancona     | comproprietà  |
| D        | Matteo Melara     | Ascoli     | fine prestito |
| D        | Marco Motta       | Udinese    | prestito      |
| D        | Cesare Natali     | Udinese    | definitivo    |
| D        | Matteo Rubin      | Cittadella | comproprietà  |
| C        | Davide Bottone    | Varese     | riscatto      |
| C        | Eugenio Corini    | Palermo    | definitivo    |
| C        | Vincenzo Grella   | Parma      | definitivo    |
| C        | Vedin Musić       | Treviso    | fine prestito |
| C        | Tommaso Vailatti  | Vicenza    | fine prestito |
| C        | Paolo Zanetti     | Ascoli     | comproprietà  |
| A        | Saša Bjelanović   | Ascoli     | comproprietà  |
| A        | David Di Michele  | Palermo    | definitivo    |
| A        | Dominique Malonga | Monaco     | definitivo    |
| A        | Marco Moro        | Venezia    | definitivo    |
| A        | Álvaro Recoba     | Inter      | prestito      |
| A        | Nicola Ventola    | Atalanta   | definitivo    |

| Cessioni | Cessioni               | Cessioni  | Cessioni       |
| R.       | Nome                   | a         | Modalità       |
| -------- | ---------------------- | --------- | -------------- |
| P        | Christian Abbiati      | Milan     | fine prestito  |
| P        | Massimo Taibi          | Ascoli    | definitivo     |
| D        | Jacopo Balestri        | Mantova   | definitivo     |
| D        | Cesare Bovo            | Palermo   | fine prestito  |
| D        | Oscar Brevi            |           | fine contratto |
| D        | Gabriele Cioffi        | Ascoli    | definitivo     |
| D        | Francesco Coco         | Inter     | fine prestito  |
| D        | Luigi Martinelli       |           | fine contratto |
| D        | Mattia Masiero         | Ancona    | prestito       |
| D        | Angelo Ogbonna         | Crotone   | prestito       |
| D        | Giuseppe Pancaro       |           | fine carriera  |
| D        | Serhiy Predko          | Pro Sesto | prestito       |
| C        | Andrea Ardito          |           | fine contratto |
| C        | Diego De Ascentis      |           | fine contratto |
| C        | Fabio Gallo            |           | fine contratto |
| C        | Vedin Musić            |           | fine contratto |
| A        | Elvis Abbruscato       | Lecce     | comproprietà   |
| A        | Liborio Bongiovanni    | Pro Sesto | definitivo     |
| A        | Claudio De Sousa       | Ancona    | prestito       |
| A        | Axel Konan             | Lecce     | fine prestito  |
| A        | Marco Moro             | Messina   | comproprietà   |
| A        | Roberto Muzzi          |           | fine contratto |
| A        | Pasquale Schiattarella | Ancona    | comproprietà   |

### Sessione invernale
| Acquisti | Acquisti       | Acquisti   | Acquisti   |
| R.       | Nome           | da         | Modalità   |
| -------- | -------------- | ---------- | ---------- |
| D        | Marco Pisano   | Palermo    | prestito   |
| C        | Kwadwo Asamoah | Bellinzona | prestito   |
| C        | Aimo Diana     | Palermo    | definitivo |
| C        | Paolo Zanetti  | Ascoli     | riscatto   |

| Cessioni | Cessioni         | Cessioni | Cessioni     |
| R.       | Nome             | a        | Modalità     |
| -------- | ---------------- | -------- | ------------ |
| D        | Matteo Melara    | Livorno  | prestito     |
| D        | Stefano Procida  | Napoli   | comproprietà |
| C        | Tommaso Vailatti | Livorno  | prestito     |

## Risultati

### Serie A

#### Girone di andata
| Arbitro: | Celi (Campobasso) |

|                       |           |                         |
| Pandev 56’ Rocchi 61’ | Marcatori | 34’ Rosina 68’ Vailatti |

| Arbitro: | Giannoccaro (Lecce) |

|                        |           |                       |
| Rosina 45’ Ventola 58’ | Marcatori | 31’ Amoruso 89’ Cozza |

| Arbitro: | Bergonzi (Genova) |

|              |           |            |
| Simplicio 5’ | Marcatori | 53’ Recoba |

| Arbitro: | Gervasoni (Mantova) |

|                |           |               |
| Dellafiore 24’ | Marcatori | 53’ Maccarone |

| Arbitro: | Romeo (Verona) |

|                           |           |  |
| Reginaldo 62’ Corradi 64’ | Marcatori |  |

| Arbitro: | Rocchi (Firenze) |

|  |           |                 |
|  | Marcatori | 90+3’ Trezeguet |

| Arbitro: | Saccani (Mantova) |

|            |           |  |
| Corini 88’ | Marcatori |  |

| Arbitro: | De Marco (Chiavari) |

|                                      |           |                       |
| Ferreira Pinto 45+1’ Doni 67’ (rig.) | Marcatori | 75’ Ventola 87’ Motta |

| Arbitro: | Mazzoleni (Bergamo) |

|                             |           |  |
| Rosina 71’ Ferri 86’ (aut.) | Marcatori |  |

| Arbitro: | Orsato (Schio) |

|                            |           |             |
| Floro Flores 25’ Inler 52’ | Marcatori | 62’ Ventola |

| Milano 3 novembre 2007, ore 20:30 UTC+1 11ª giornata | Milan              | 0 – 0 referto | Torino | Stadio Giuseppe Meazza (54.980 spett.)\| Arbitro: \| Tagliavento (Roma) \| |
| Arbitro:                                             | Tagliavento (Roma) |               |        |                                                                            |

| Arbitro: | Stefanini (Prato) |

|             |           |              |
| Malonga 15’ | Marcatori | 63’ Martínez |

| Empoli 25 novembre 2007, ore 15:00 UTC+1 13ª giornata | Empoli                      | 0 – 0 referto | Torino | Stadio Carlo Castellani (5.579 spett.)\| Arbitro: \| Girardi (San Donà di Piave) \| |
| Arbitro:                                              | Girardi (San Donà di Piave) |               |        |                                                                                     |

| Arbitro: | Rizzoli (Bologna) |

|           |           |               |
| Lanna 55’ | Marcatori | 47’ Borriello |

| Arbitro: | Saccani (Mantova) |

|                                                         |           |  |
| Ibrahimović 38’ (rig.) Cruz 50’ Jiménez 52’ Cordoba 76’ | Marcatori |  |

| Torino 16 dicembre 2007, ore 15:00 UTC+1 16ª giornata | Torino           | 0 – 0 referto | Roma | Stadio Olimpico (18.501 spett.)\| Arbitro: \| Rocchi (Firenze) \| |
| Arbitro:                                              | Rocchi (Firenze) |               |      |                                                                   |

| Arbitro: | Trefoloni (Siena) |

|            |           |                   |
| Hamsik 81’ | Marcatori | 36’ (rig.) Rosina |

| Arbitro: | Ayroldi (Molfetta) |

|             |           |                   |
| Bottone 78’ | Marcatori | 21’, 45+5’ Tavano |

| Arbitro: | Tagliavento (Terni) |

|                                    |           |            |
| Vieri 45+1’ (rig.) Mutu 75’ (rig.) | Marcatori | 58’ Grella |

#### Girone di ritorno
| Torino 27 gennaio 2008, ore 15:00 UTC+1 20ª giornata | Torino            | 0 – 0 referto | Lazio | Stadio Olimpico (17.653 spett.)\| Arbitro: \| Rizzoli (Bologna) \| |
| Arbitro:                                             | Rizzoli (Bologna) |               |       |                                                                    |

| Arbitro: | Morganti (Ascoli Piceno) |

|             |           |                                            |
| Amoruso 59’ | Marcatori | 23’ (rig.), 66’ (rig.) Rosina 35’ Stellone |

| Arbitro: | Gava (Conegliano Veneto) |

|                               |           |            |
| Diana 60’ Di Michele 71’, 81’ | Marcatori | 36’ Amauri |

| Siena 17 febbraio 2008, ore 15:00 UTC+1 23ª giornata | Siena             | 0 – 0 referto | Torino | Stadio Artemio Franchi - Montepaschi Arena (8.913 spett.)\| Arbitro: \| Bergonzi (Genova) \| |
| Arbitro:                                             | Bergonzi (Genova) |               |        |                                                                                              |

| Arbitro: | Ayroldi (Molfetta) |

|                                             |           |                                           |
| Stellone 11’, 69’ Natali 45’ Di Michele 82’ | Marcatori | 29’, 32’ Gasbarroni 42’ Morrone 43’ Budan |

| Torino 26 febbraio 2008, ore 20:30 UTC+1 25ª giornata | Juventus          | 0 – 0 referto | Torino | Stadio Olimpico (22.636 spett.)\| Arbitro: \| Rizzoli (Bologna) \| |
| Arbitro:                                              | Rizzoli (Bologna) |               |        |                                                                    |

| Arbitro: | Pierpaoli (Firenze) |

|                      |           |                                   |
| Sala 45’ Cassano 52’ | Marcatori | 18’ Comotto 50’ (rig.) Di Michele |

| Arbitro: | Gervasoni (Mantova) |

|            |           |  |
| Barone 36’ | Marcatori |  |

| Arbitro: | Girardi (San Donà di Piave) |

|                                      |           |  |
| Jeda 11’ Acquafresca 22’ (rig.), 56’ | Marcatori |  |

| Arbitro: | Mazzoleni (Bergamo) |

|  |           |          |
|  | Marcatori | 25’ Pepe |

| Arbitro: | Saccani (Mantova) |

|  |           |          |
|  | Marcatori | 66’ Pato |

| Arbitro: | Rizzoli (Bologna) |

|            |           |                         |
| Spinesi 3’ | Marcatori | 4’ Diana 63’ Di Michele |

| Arbitro: | Damato (Barletta) |

|  |           |               |
|  | Marcatori | 88’ Vannucchi |

| Arbitro: | Orsato (Schio) |

|                                      |           |  |
| Di Vaio 52’ Borriello 61’ Sculli 69’ | Marcatori |  |

| Arbitro: | Morganti (Ascoli Piceno) |

|  |           |          |
|  | Marcatori | 30’ Cruz |

| Arbitro: | Celi (Campobasso) |

|                                                 |           |             |
| Pizarro 18’ (rig.) Vučinić 20’ Mancini 26’, 32’ | Marcatori | 50’ Ventola |

| Arbitro: | De Marco (Chiavari) |

|                                  |           |             |
| Rosina 27’ (rig.) Di Michele 56’ | Marcatori | 53’ Contini |

| Arbitro: | Rocchi (Firenze) |

|  |           |            |
|  | Marcatori | 41’ Rosina |

| Arbitro: | Farina (Novi Ligure) |

|  |           |             |
|  | Marcatori | 77’ Osvaldo |

### Coppa Italia

#### Prima fase
| Arbitro: | De Marco (Chiavari) |

|                                   |           |                           |
| Ventola 18’ Barone 42’ Rosina 97’ | Marcatori | 85’ Valiani 87’ Ricchiuti |

#### Fase finale
| Arbitro: | Girardi (San Donà di Piave) |

|                             |           |             |
| Recoba 12’, 50’ Comotto 88’ | Marcatori | 46’ Mancini |

| Arbitro: | Dondarini (Finale Emilia) |

|                                             |           |  |
| Mancini 59’ Totti 61’, 72’ (rig.) Giuly 89’ | Marcatori |  |

## Statistiche

### Statistiche di squadra
| Competizione | Punti | In casa | In casa | In casa | In casa | In casa | In casa | In trasferta | In trasferta | In trasferta | In trasferta | In trasferta | In trasferta | Totale | Totale | Totale | Totale | Totale | Totale | DR  |
| Competizione | Punti | G       | V       | N       | P       | Gf      | Gs      | G            | V            | N            | P            | Gf           | Gs           | G      | V      | N      | P      | Gf     | Gs     | DR  |
| ------------ | ----- | ------- | ------- | ------- | ------- | ------- | ------- | ------------ | ------------ | ------------ | ------------ | ------------ | ------------ | ------ | ------ | ------ | ------ | ------ | ------ | --- |
| Serie A      | 40    | 19      | 5       | 7       | 7       | 19      | 19      | 19           | 3            | 9            | 7            | 17           | 30           | 38     | 8      | 16     | 14     | 36     | 49     | -13 |
| Coppa Italia | -     | 2       | 2       | 0       | 0       | 6       | 3       | 1            | 0            | 0            | 1            | 0            | 4            | 3      | 2      | 0      | 1      | 6      | 7      | -1  |
| Totale       | -     | 21      | 7       | 7       | 7       | 25      | 22      | 20           | 3            | 9            | 8            | 17           | 34           | 41     | 10     | 16     | 15     | 42     | 56     | -14 |

### Andamento in campionato
| Giornata  | 1  | 2  | 3  | 4  | 5  | 6  | 7  | 8  | 9  | 10 | 11 | 12 | 13 | 14 | 15 | 16 | 17 | 18 | 19 | 20 | 21 | 22 | 23 | 24 | 25 | 26 | 27 | 28 | 29 | 30 | 31 | 32 | 33 | 34 | 35 | 36 | 37 | 38 |
| --------- | -- | -- | -- | -- | -- | -- | -- | -- | -- | -- | -- | -- | -- | -- | -- | -- | -- | -- | -- | -- | -- | -- | -- | -- | -- | -- | -- | -- | -- | -- | -- | -- | -- | -- | -- | -- | -- | -- |
| Luogo     | T  | C  | T  | C  | T  | C  | C  | T  | C  | T  | T  | C  | T  | C  | T  | C  | T  | C  | T  | C  | T  | C  | T  | C  | T  | T  | C  | T  | C  | C  | T  | C  | T  | C  | T  | C  | T  | C  |
| Risultato | N  | N  | N  | N  | P  | P  | V  | N  | V  | P  | N  | N  | N  | N  | P  | N  | N  | P  | P  | N  | V  | V  | N  | N  | N  | N  | V  | P  | P  | P  | V  | P  | P  | P  | P  | V  | V  | P  |
| Posizione | 10 | 11 | 12 | 11 | 16 | 17 | 13 | 14 | 11 | 12 | 13 | 13 | 12 | 12 | 13 | 14 | 15 | 16 | 16 | 16 | 15 | 12 | 13 | 12 | 13 | 13 | 13 | 13 | 14 | 14 | 14 | 14 | 14 | 16 | 16 | 15 | 15 | 15 |

Legenda:

Luogo: C = Casa; T = Trasferta. Risultato: V = Vittoria; N = Pareggio; P = Sconfitta.

### Statistiche dei giocatori
Sono in corsivo i calciatori che hanno lasciato la società a stagione in corso.
| Giocatore       | Serie A  | Serie A | Serie A     | Serie A    | Coppa Italia | Coppa Italia | Coppa Italia | Coppa Italia | Totale   | Totale | Totale      | Totale     |
| Giocatore       | Presenze | Reti    | Ammonizioni | Espulsioni | Presenze     | Reti         | Ammonizioni  | Espulsioni   | Presenze | Reti   | Ammonizioni | Espulsioni |
| --------------- | -------- | ------- | ----------- | ---------- | ------------ | ------------ | ------------ | ------------ | -------- | ------ | ----------- | ---------- |
| S. Barone       | 22       | 1       | 7           | 1          | 3            | 1            | 1            | 0            | 25       | 2      | 8           | 1          |
| S. Bjelanovic   | 19       | 0       | 6           | 0          | 3            | 0            | 1            | 0            | 22       | 0      | 7           | 0          |
| D. Bottone      | 9        | 1       | 4           | 0          | 2            | 0            | 0            | 0            | 11       | 1      | 4           | 0          |
| G. Comotto      | 23       | 1       | 7           | 2          | 3            | 1            | 0            | 0            | 26       | 2      | 7           | 2          |
| E. Corini       | 32       | 1       | 10          | 0          | 2            | 0            | 1            | 0            | 34       | 1      | 11          | 0          |
| P. Dellafiore   | 28       | 1       | 6           | 0          | 2            | 0            | 0            | 0            | 30       | 1      | 6           | 0          |
| M. Di Loreto    | 29       | 0       | 1           | 0          | 3            | 0            | 0            | 0            | 32       | 0      | 1           | 0          |
| D. Di Michele   | 25       | 6       | 4           | 0          | 1            | 0            | 0            | 0            | 26       | 6      | 4           | 0          |
| A. Diana        | 17       | 2       | 5           | 0          | 0            | 0            | 0            | 0            | 17       | 2      | 5           | 0          |
| A. M. Fontana   | 8        | -12     | 0           | 0          | 2            | -3           | 0            | 0            | 10       | -15    | 0           | 0          |
| I. Franceschini | 1        | 0       | 0           | 0          | 0            | 0            | 0            | 0            | 1        | 0      | 0           | 0          |
| V. Grella       | 28       | 1       | 11          | 1          | 3            | 0            | 1            | 0            | 31       | 1      | 12          | 1          |
| S. Lanna        | 29       | 1       | 8           | 0          | 3            | 0            | 1            | 0            | 32       | 1      | 9           | 0          |
| N. Lazetic      | 15       | 0       | 5           | 0          | 2            | 0            | 0            | 0            | 17       | 0      | 5           | 0          |
| D. Malonga      | 9        | 1       | 0           | 0          | 0            | 0            | 0            | 0            | 9        | 1      | 0           | 0          |
| M. Motta        | 24       | 1       | 8           | 0          | 1            | 0            | 0            | 0            | 25       | 1      | 8           | 0          |
| C. Natali       | 24       | 1       | 4           | 1          | 3            | 0            | 1            | 0            | 27       | 1      | 5           | 1          |
| M. Oguro        | 3        | 0       | 0           | 0          | 1            | 0            | 0            | 0            | 4        | 0      | 0           | 0          |
| M. Pisano       | 14       | 0       | 3           | 0          | 0            | 0            | 0            | 0            | 14       | 0      | 3           | 0          |
| A. Recoba       | 22       | 1       | 4           | 0          | 2            | 2            | 0            | 0            | 24       | 3      | 4           | 0          |
| A. Rosina       | 35       | 8       | 3           | 0          | 1            | 1            | 1            | 0            | 36       | 9      | 4           | 0          |
| M. Rubin        | 6        | 0       | 2           | 0          | 0            | 0            | 0            | 0            | 6        | 0      | 2           | 0          |
| M. Sereni       | 32       | -37     | 2           | 0          | 1            | -4           | 0            | 0            | 33       | -41    | 2           | 0          |
| R. Stellone     | 21       | 3       | 7           | 0          | 1            | 0            | 0            | 0            | 22       | 3      | 7           | 0          |
| T. Vailatti     | 7        | 1       | 0           | 1          | 2            | 0            | 1            | 0            | 9        | 1      | 1           | 1          |
| N. Ventola      | 21       | 4       | 2           | 0          | 1            | 1            | 0            | 0            | 22       | 5      | 2           | 0          |
| P. Zanetti      | 24       | 0       | 6           | 0          | 0            | 0            | 0            | 0            | 24       | 0      | 6           | 0          |

## Giovanili

### Organigramma societario
Area direttiva
- Coordinatore Allenatori Settore Giovanile: Antonio Pigino
- Responsabile Tecnico Settore Giovanile: Antonio Comi
- Coordinatore Scuola Calcio: Davide Cravero
- Responsabile Tecnico Scuola Calcio: Silvano Benedetti
- Segreteria Settore Giovanile: Massimiliano Mazzetta
- Responsabile Piccoli Amici: Alessandro Spugna

Area tecnica - Primavera
- Allenatore: Giuseppe Scienza
- Allenatore dei portieri: Paolo Di Sarno
- Preparatore atletico: Fabio D'Errico, Paolo Restagno
- Medico sociale: Stefano Suraci
- Massaggiatore: Gerardo Santoro
- Dirigenti: Luciano Franciscono, Pino Olmo, Andrea Ricca Barberis

Area tecnica - Berretti
- Allenatore: Enrico Lombardi
- Allenatore dei portieri: Paolo Di Sarno
- Preparatore atletico: Antonio Ferraro
- Medico sociale: Luca Romano
- Massaggiatore: Marco Maina
- Dirigenti: Salvatore Di Niquili, Luigi Sacco

Area tecnica - Allievi Nazionali
- Allenatore: Antonino Asta
- Allenatore dei portieri: Giovanni Tunno
- Preparatore atletico: Ivano Serena Guinzio
- Massaggiatore: Davide Scanavino
- Dirigenti: Bruno Crovella, Giulio Ferrero

Area tecnica - Allievi Regionali
- Allenatore: Giovanni Zichella
- Allenatore dei portieri: Ferruccio Bellino
- Preparatore atletico: Lorenzo Gobetti
- Massaggiatore: Michele Ricci
- Dirigenti: Gianpiero Magnetti, Aniello Russo

Area tecnica - Allievi Regionali B
- Allenatore: Alvise Zago
- Allenatore dei portieri: Ferruccio Bellino
- Preparatore atletico: Lorenzo Gobetti
- Massaggiatore: Michele Ricci
- Dirigenti: Umberto Francou, Mario Sacco

Area tecnica - Giovanissimi Nazionali
- Allenatore: Andrea Menghini
- Allenatore dei portieri: Marco Mirolli
- Preparatore atletico: Marcello Crispoltoni
- Massaggiatore: Stefano Conti
- Dirigenti: Stelio Guerra, Ennio Nisoli

Area tecnica - Giovanissimi Fascia B
- Allenatore: Gabriele Davin
- Allenatore dei portieri: Marco Mirolli
- Preparatore atletico: Matteo Crovella
- Dirigenti: Giovanni Franco, Gianlorenzo Moschella

Area tecnica - Esordienti 1995
- Allenatore: Teodoro Coppola
- Allenatore dei portieri: Marco Mirolli
- Preparatore coordinativo: Fabrizio Garbolino
- Dirigenti: Antonio Gnisci, Enrico Vercellio, Gianluca Zanocchi

Area tecnica - Esordienti 1996
- Allenatore: Alessandro Spugna
- Allenatore dei portieri: Marco Mirolli
- Preparatore coordinativo: Fabrizio Garbolino
- Dirigenti: Antonio Agatiello, Alberto Fachino, Guido Viretto

Area tecnica - Pulcini 1997
- Allenatore: Francesco Di Nuovo
- Allenatore dei portieri: Marco Mirolli
- Preparatore coordinativo: Fabrizio Garbolino
- Dirigenti: Gianni Cantalupo, Vito Lanzoni, Renato Mazzetta

Area tecnica - Pulcini 1998
- Allenatore: Ermanno De Maria
- Allenatore dei portieri: Marco Mirolli
- Preparatore coordinativo: Fabrizio Garbolino
- Dirigenti: Francesco Calore, Walter Rosso, Paolo Rovei

Area tecnica - Pulcini 1999
- Allenatore: Marco Bertoglio
- Allenatore dei portieri: Marco Mirolli
- Preparatore coordinativo: Fabrizio Garbolino
- Dirigenti: Giorgio Boscarato, Matteo Fontana, Ezio Vela

### Piazzamenti
- Primavera:
  - Campionato: 7º posto nel girone A.
  - Coppa Italia:
  - Torneo di Viareggio: primo turno.
- Berretti:
  - Campionato:
- Allievi nazionali:
  - Campionato:
  - Trofeo di Arco "Beppe Viola": 2º posto nel girone B di qualificazione.
- Allievi regionali:
  - Campionato:
- Allievi regionali B:
  - Campionato:
- Giovanissimi nazionali:
  - Campionato:
- Giovanissimi fascia B:
  - Campionato invernale:
  - Campionato primaverile:
- Esordienti 1995:
- Esordienti 1996:
- Pulcini 1997:
- Pulcini 1998:
- Pulcini 1999: